# 维绍瓦
50°58′51″N 29°39′56″E / 50.98083°N 29.66556°E
维绍瓦（烏克蘭語：Вишова），2024年9月前名为契卡洛夫卡（烏克蘭語：Чкаловка），是位於烏克蘭北部的村莊，由基辅州维什霍罗德区伊萬基夫市鎮負責管轄。該村面積1平方公里，海拔高度166米，2001年人口78，人口密度每平方公里78人。
2024年9月19日，乌克兰最高拉达将此村的名字改为维绍瓦。